# The Harry Potter Lexicon
The Harry Potter Lexicon（簡稱為Lexicon）是粉絲建立的線上哈利波特百科全书。

## 簡介
2000年，密西根州大急流城的图书馆员史蒂夫‧范德‧亞克（Steve Vander Ark）建立了The Harry Potter Lexicon。
Lexicon收录了七部《哈利波特》小说的详细资料，包括角色、场景、神奇动物、魔咒、魔药等内容，並提供了整个故事的時間軸，几乎包含了《哈利波特》背景下的所有事件。Lexicon也收錄了七部哈利波特小说及《神奇动物在哪里》、《神奇的魁地奇球》、《诗翁彼豆故事集》的基本资料、章节导读、章节分析和花絮。
Lexicon曾获J·K·罗琳授予的“优秀哈迷网站”荣誉。

## 诉讼
J·K·罗琳和华纳决定起诉美版《哈利波特百科》（The Harry Potter Lexicon）侵权，以阻止这本书出版。这本百科全书的作者是史蒂夫‧范德‧亞克，共400页，售价24.95美元，由RDR Books出版社出版。罗琳在她的官方网站对此事发表了声明，对此事表示遗憾和难过。罗琳还特别提到，任何未经授权将哈利波特相关人物、情节等进行编写并出版谋利都是侵权行为。
2008年11月，范德‧亞克以《百科：未经授权的哈利波特小说指南》之名出版了本书的精简版。